# Idioma yurok
El yurok es una lengua álgica del Norte de California, hablada actualmente solo por un puñado de ancianos yurok.
No debe confundirse con la lengua siberiana llamada nenets o yurok con la que no tiene ningún parentesco ni relación.

## Historia
Tradicionalmente los yurok ocuparon la esquina noroeste de California a lo largo del curso inferior del río Klamath y sobre la costa del Pacífico cercana a su desembocadura (de hecho "yurok" significa '[habitante] de río abajo' en la lengua de los karoks que vivían en el curso alto del río). Aunque actualmente hay unos 3500 personas de etnia yurok solo alrededor de una docena hablan la lengua original, en muchas áreas se fundieron con los wiyot.
Durante la fiebre del oro de California los yurok al igual que la mayoría de tribus de la región sufrieron un severo maltrato. La mayor parte de las referencias los describen como un grupo humano tranquilo y no hostil, y solo muy pocas veces tuvieron enfrentamientos con los mineros. Sin embargo, el gobierno pagaba recompensas de 5 dólares por cabeza de tribus agresivas, pero frecuentemente los colonos tenían dificultades para distinguir un guerrero karok de un pescador yurok, así que prácticamente todos los indios de California sufrieron la caza indiscriminada y más del 90 % de la población india de California fue exterminada en el siglo XIX.

## Clasificación
El yurok fue inicialmente clasificado junto con el wiyot como una lengua ritwana, que a su vez estaría relacionada con las lenguas algonquinas. Actualmente, aunque se considera suficientemente bien fundamentado el parentesco del yurok con el wiyot y las lenguas algonquinas, no se considera que el grupo ritwano sea una unidad filogenética válida siendo más bien la clasificación de estas lenguas como sigue:

|  | wiyot                                                         |
|  |                                                               |
|  | \| \| yurok \| \| \| \| \| \| lenguas algonquinas \| \| \| \| |
|  |                                                               |
|  | yurok                                                         |
|  |                                                               |
|  | lenguas algonquinas                                           |
|  |                                                               |

|  | yurok               |
|  |                     |
|  | lenguas algonquinas |
|  |                     |

## Descripción lingüística

### Fonología
El inventario de vocales del yurok incluye:
|         | Anterior | Central | Posterior |
| ------- | -------- | ------- | --------- |
| Cerrada | i iː     |         | u uː      |
| Media   | e        | ə əː    | o oː      |
| Abierta |          | a aː    |           |

El inventario de consonantes viene dado por:
|                      |             | Bilabial | Alveolar | Retrofleja | Postalveolar o Palatal | Velar | Velar | Glotal |
| Simple               | Redond.     | Bilabial | Alveolar | Retrofleja | Postalveolar o Palatal |       |       | Glotal |
| -------------------- | ----------- | -------- | -------- | ---------- | ---------------------- | ----- | ----- | ------ |
| Oclusiva or Africada | Simple      | p        | t        |            | tʃ                     | k     | kʷ    | ʔ      |
| Oclusiva or Africada | Glotalizada | pʼ       | tʼ       |            | tʃʼ                    | kʼ    | kʼʷ   |        |
| Fricativa            | Fricativa   |          | ɬ        | ʂ          | ʃ                      | x     |       | h      |
| Nasal                | Simple      | m        | n        |            |                        |       |       |        |
| Nasal                | Glotalizada | ʼm       | ʼn       |            |                        |       |       |        |
| Aproximante          | Simple      |          | l        | ɻ          | j                      | ɰ     | w     |        |
| Aproximante          | Glotalizada |          | ʼl       | ʼɻ         | ʼj                     | ʼɰ    | ʼw    |        |

Llama bastante la atención la ausencia de la /s/ simple; la fricativa alveolar es una lateral /ɬ/.
Las aproximantes glotalizadas /ʼl ʼɻ ʼj ʼɰ ʼw/ se articulan acompañadas de creaky voice en la vocal precedente, una oclusiva glotal precedente, o ambas. Frecuentemente estas aproximantes se ensordecen cuando aparecen a final de palabra.

### Comparación léxica
Esta sección presenta una comparación de los numerales y otro léxico común, con el wiyot y las lenguas algonquinas, mostrando claramente el parentesco:
| GLOSA       | Wiyot        | Yurok   | PROTO- C-ALGON. |
| ----------- | ------------ | ------- | --------------- |
| '1'         | kúʔc-ad      | koht    | *kot            |
| '2'         | ṛít-ad       | niʔiy   | *niˑš           |
| '3'         | ṛíkh-ad      | nahksey | *neʔθ           |
| '4'         | ṛiyóhw-ad    | čoʔoney |                 |
| '5'         | wehsoghál-ad | meruh   |                 |
| 'brazo'     | šoˑn-        | -sen    | *-θen-          |
| 'hueso'     | watkaṛ       | wəɬkəˑʔ | *waθkan-        |
| 'mi ojo'    | ṛaliˑṛ       | neylin  | *neškiˑn        |
| 'su pierna' | wačkoč       | wacka   | *wexkaˑc        |
| 'su hígado' | watwaṛ       | weɬkun  | *weθkwan        |
| 'su boca'   | walul        | weluɬ   | *wetoˑn         |
| 'su lengua' | wiˑt         | weypɬ   | *wiˑθan         |
| 'su diente' | wapt         | warpeɬ  | *wiˑpit         |
| 'su cola'   | wadiˑʔl      | wəɬəy   | *waθany-        |
| 'grasa'     | puʔm         | pemey   | *pemi           |
| 'árbol'     | -oˑtiʔ       | tepoˑ   | *-aˑhtekw-      |
| 'beber'     | meno         | ___     | *mene           |
| 'robar'     | komar        | kemol-  | *kemot          |
| 'largo'     | ɬoʔw         | know    | *kenw-          |

En la tabla anterior se han empleado algunos signos comúnmente usados por los americanistas entre ellos:
- /c, č/ = AFI /ʦ, ʧ/
- /š, ž/ = AFI /ʃ, ʒ/